# Walter Faller
Walter Faller (ur. 11 listopada 1909 we Frankeneck, zm. 3 lutego 2003) – niemiecki polityk i samorządowiec, parlamentarzysta krajowy i europejski.

## Życiorys
Po ukończeniu szkoły realnej odbył praktykę w zawodzie mechanika zakończoną egzaminem czeladniczym. Zatrudniony w zawodzie, od 1933 bezrobotny, od 1939 pracownik Deutsche Reichsbahn. W okresie II wojny światowej wcielony do służby wojskowej, odpowiadał za dostawy kolejowe dla żołnierzy. Od 1927 działał w młodzieżówce Sozialistische Arbeiter-Jugend i Socjaldemokratycznej Partii Niemiec, odbudowywał jej struktury po II wojnie światowej. Należał do Federacji Niemieckich Związków Zawodowych. Zajmował stanowiska radnego miejskiego Schopfheim (1945–1980) i powiatu Lörrach (1946–1951, 1972–1978). W 1951 został deputowanym Bundestagu w miejsce Gustawa Herbiga, pozostał jego członkiem do 1972. Pomiędzy 1961 a 1973 oddelegowany do Parlamentu Europejskiego
W 1981 wyróżniony tytułem honorowego obywatela Schopfheim.